# Guy Bettini
Guy Bettini (* 4. November 1960 in Locarno) ist ein Schweizer Jazz- und Improvisationsmusiker (Trompete, Flügelhorn), Klangkünstler und bildender Künstler.

## Leben und Wirken
Bettini lebte seit den frühen 1990er Jahren für zwölf Jahre in Berlin; in seinen damaligen Improvisationen haben sich nach Ansicht des SRF der schnelle Puls der sich wandelnden Grossstadt und Clubphänomene wie Drum ’n’ Bass widergespiegelt, etwa im Trio Human Sampler und seinem Projekt Gelée Royale. Mit dem Free-Chamber-Music-Ensemble «Margaretes Zimmer» gewann er den ersten Preis des «Festivals Infernale» der HDK Berlin. Weiterhin war er einer der Gründer des Berliner Festivals «Echtzeit».
2005 erhielt Bettini einen Kompositionsauftrag für das Jazzfestival Chiasso. Mit Sonny Simmons, Paul Lovens und Clayton Thomas gründete er das Quartett Freenology, mit dem er europaweit auftrat.
Zurück im Tessin, fand Bettini musikalisch zu sich selbst, verzichtete auf Elektronik und suchte den natürlichen Atem in seinem Spiel. 2015 veröffentlichte er mit Sebi Tramontana und Natalie Peters das Album Locarno auf Unit Records. Mit seinem Trio Xol, zu dem Francesco Miccolis und Luca Pissalini gehörten, und dem Gast Peter Brötzmann absolvierte er 2015 eine Europatournee, ausserdem 2016 Konzerte mit Harri Sjöström als Gast. Das Quartett Exodus, das er mit Gerry Hemingway, Luca Sisera und Fabio Mertini bildete, legte 2018 bei Leo Records das Album Heuristics vor. Zudem ist er Mitgründer und Dirigent des Improvisationsensembles «Sous-sol». Weiterhin arbeitete Bettini mit Alexander von Schlippenbach, Urs Leimgruber, Olaf Rupp, Peter Kowald, George Lewis, Tony Buck, Michel Doneda, Barre Phillips, Werner Lüdi, Frank Gratkowski, Gianni Gebbia, Roger Turner, Silvia Bolognesi, Achille Succi, Pavel Fajt oder Joëlle Léandre. Er ist auch auf Alben des Insub Meta Orchestra und des Not Missing Drums Project zu hören.